# Służba Wywiadu Zagranicznego Federacji Rosyjskiej

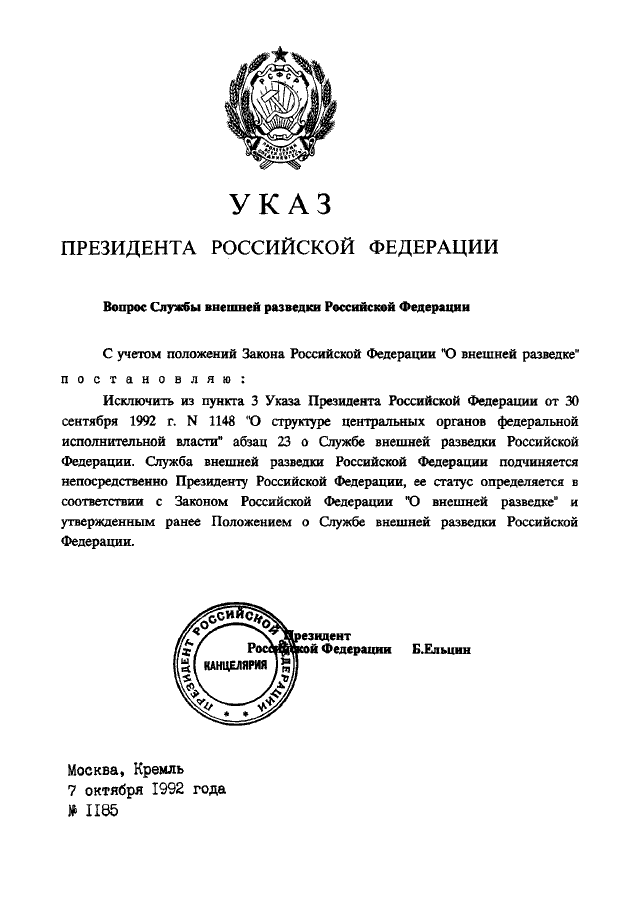
Dekret (zarządzenie) prezydenta z 7 października 1992

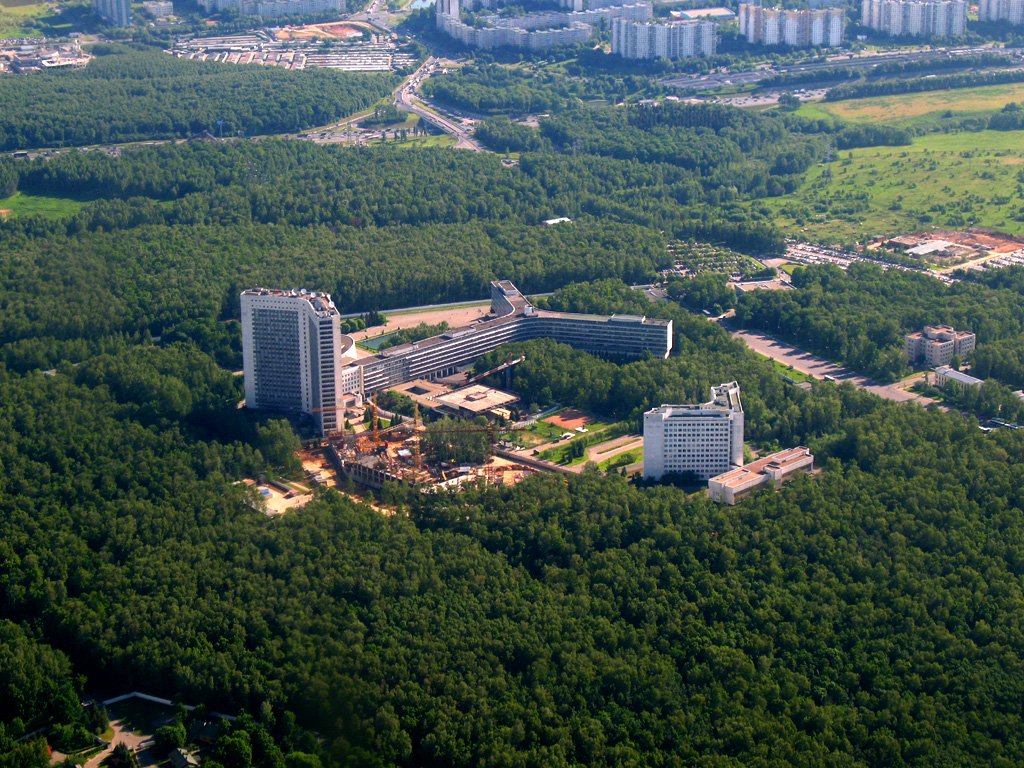
Siedziba główna SWZ FR

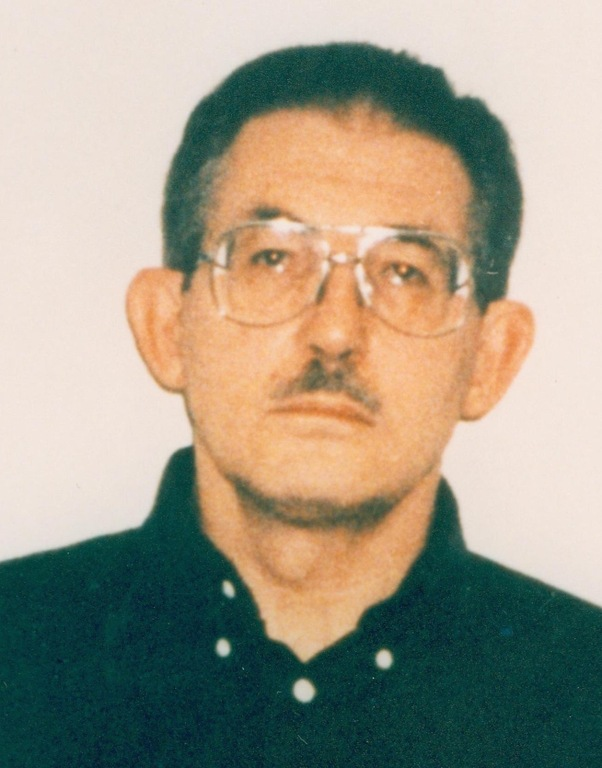
Aldrich Ames

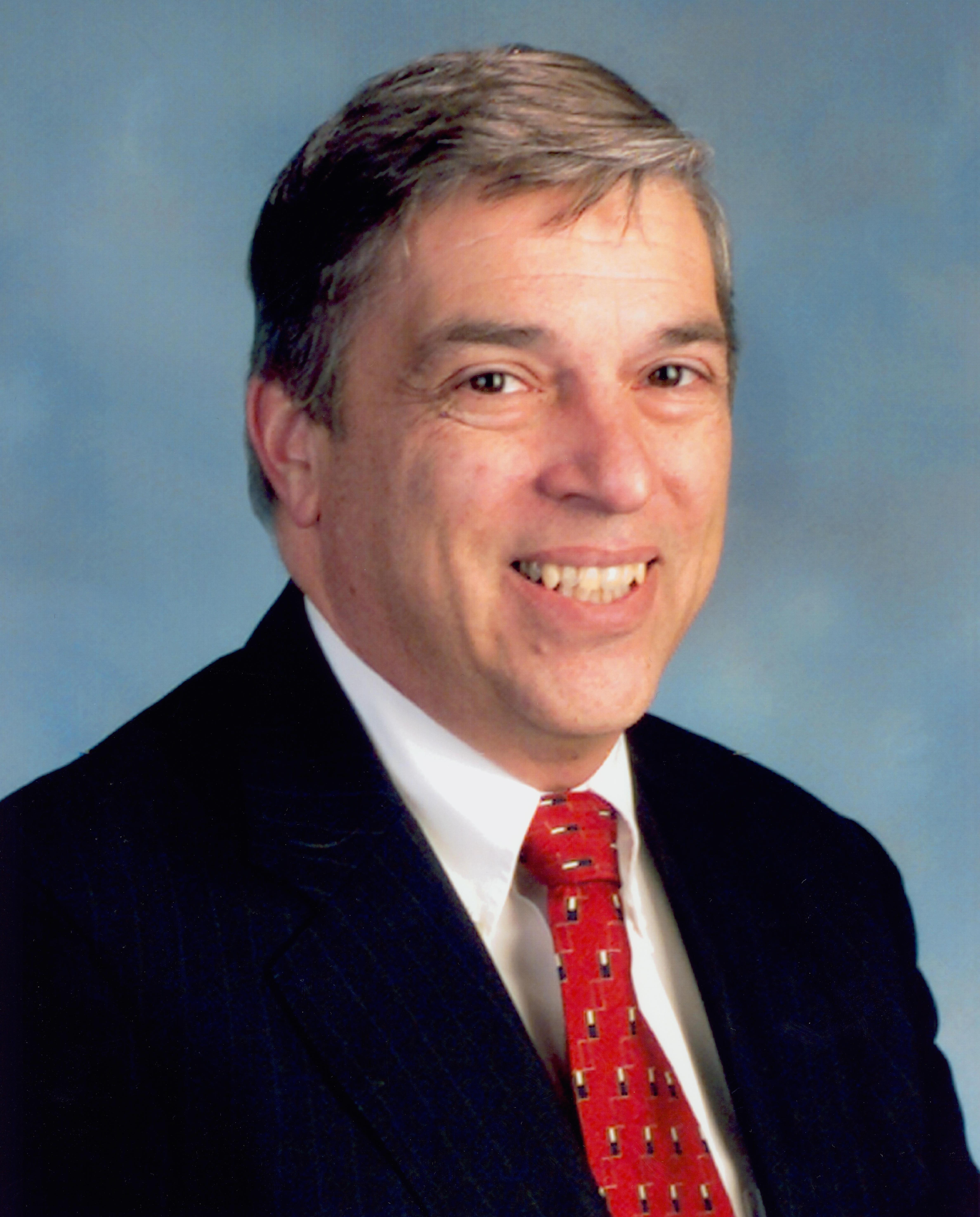
Robert Hanssen

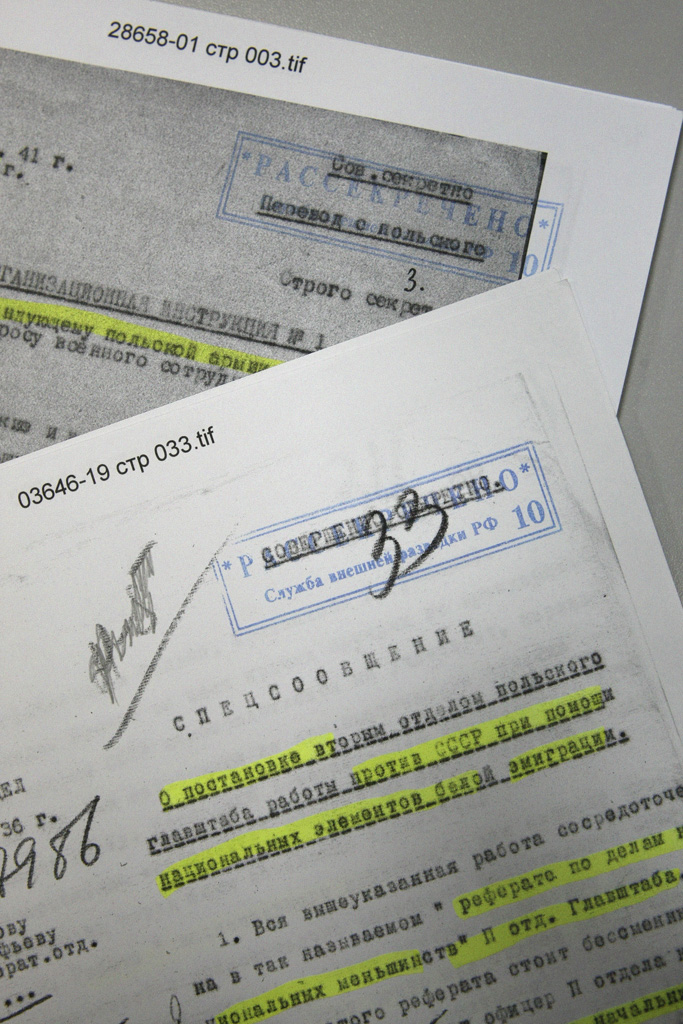

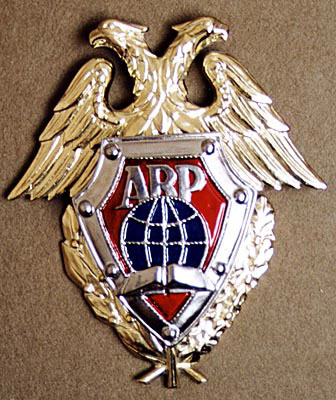
Oznaka Akademii SWR RF

Służba Wywiadu Zagranicznego Federacji Rosyjskiej, (ros.) Служба Внешней Разведки Российской Федерации (w skrócie: CBP PФ, SWZ FR albo Służba Wnieszniej Razwiedki Rassijskoj Fiedieracii, w skrócie SWR RF) – rosyjska służba wywiadu zagranicznego, utworzona 18 grudnia 1991 dekretem Nr 293 jako Służba Wywiadu Zagranicznego RSFRR.

## Historia

### Rozpad ZSRR i likwidacja PZG KBP ZSRR
Przez 37 lat radziecki kontrwywiad zagraniczny funkcjonował w ramach struktury wywiadu cywilnego KGB SSSR:
- od marca do lipca 1954 jako V Wydział;
- od lipca 1954 do stycznia 1963 jako XIV Wydział;
- od stycznia 1963 do jesieni 1972 r. jako Służba (Zarząd) nr 2;
- od jesieni 1972 do października 1991 jako Zarząd „K”.

W wyniku rozwiązania Komitetu Bezpieczeństwa Państwowego (Komitiet Gosudarstwiennoj Biezopastnosti) w ZSRR w październiku 1991, znanego pod skrótem KGB, i rozpadzie Związku Radzieckiego dwa miesiące później (grudzień 1991), pozostał potężny system wywiadowczy i służby bezpieczeństwa. Jak się ocenia, w latach 80 XX w. w KGB ZSRR pracowało ponad 400 tysięcy osób, w tym 230-250 tysięcy w wojskach pogranicznych i ok. 50 tysięcy w jednostkach łączności oraz ochronie i obsłudze Kremla. KGB ZSRR miało kilkaset tysięcy informatorów wśród ludności oraz w kołach rządowych i siłach zbrojnych. Placówki (rezydentury) KGB ZSRR operowały we wszystkich stolicach świata pod przykrywką konsulatu ZSRR lub ambasady ZSRR albo po prostu jako misje i firmy handlowe.

### Utworzenie SWR RF
Po likwidacji KGB ZSRR działała przejściowo od września do grudnia 1991 Centralna Służba Wywiadu, która została przeformowana zarządzeniem prezydenta Federacji Rosyjskiej Borysa Jelcyna nr 293 z dnia 18 grudnia 1991 na Służbę Wywiadu Zagranicznego FR (SWZ FR). Podlegała pod utworzone w grudniu 1991 Ministerstwo Bezpieczeństwa.
Początki działalności SWZ FR nie były zbyt pomyślne. W bardzo krótkim czasie między 1991 a 1992 z placówek zagranicznych SWZ FR we Włoszech, Wielkiej Brytanii, Belgii, Finlandii oraz Francji uciekło na Zachód pięciu wysokich rangą oficerów. Przy okazji zabrali oczywiście ze sobą najtajniejsze dokumenty, jeszcze ze służby Pierwogo Gławnogo Uprawlenija KGB ZSRR.

### Spadek po KGB
Służba Wywiadu Zagranicznego FR przejęła po KGB mnóstwo agentów-informatorów. Ważniejszym współpracownikiem SWZ FR, zwerbowanym jeszcze przez KGB ZSRR, był m.in. Earl Edwin Pitts, oficer FBI pracujący w sekcji kontrwywiadu w Nowym Jorku. Zwerbowany został przez KGB ZSRR między 1987 a sierpniem 1989. Po 9 latach współpracy z wywiadem rosyjskim został aresztowany przez FBI w 1996. Drugim agentem wywiadu, którego SWZ FR odziedziczyła po KGB SSSR, był pracownik Centralnej Agencji Wywiadowczej z 16 letnim stażem, Harold Nicholson. Został aresztowany przez Federalne Biuro Śledcze w listopadzie 1996. Ile jeszcze podobnych kretów KGB zostawiło w CIA lub FBI oraz innych specsłużbach całego świata, wyjdzie na jaw z czasem. Do 1996 SWZ FR korzystała z danych gromadzonych przez Połączony System Przetwarzania Danych o Przeciwniku (SOUD). W tym też roku przejęła część jego kompetencji, dzieląc je z FAPSI.

#### Aldrich Ames
Jednym z najbardziej wartościowych agentów przejętych przez SWZ FR od KGB niewątpliwie był Aldrich Ames. Swoje usługi zaoferował 16 kwietnia 1985 rezydentowi KGB) w Waszyngtonie. Aby udowodnić Rosjanom, że nie jest to kolejna prowokacja amerykańskiego kontrwywiadu (FBI), wydał im dwóch oficerów KGB zwerbowanych przez CIA w Moskwie.

Następnie 13 czerwca 1985 Ames przekazał KGB nazwiska wszystkich oficerów KGB, GRU oraz innych wschodnich agencji wywiadowczych, współpracujących z CIA jakie były mu znane.
W ten sposób siatka agentów budowana przez CIA od trzydziestu lat zamieniła się w ruinę. Przez 9 lat szpiegowania dla radzieckiego KGB i jego następczyni, SWZ FR, Aldrich Ames zrobił prawdopodobnie wszystko, co agent może zrobić, poza podstawieniem ciężarówki pod siedzibę CIA w Langley i wywiezieniem z niej dokumentów. Ames ujawnił ponad sto tajnych operacji, wydał Rosjanom ponad 30 osób współpracujących z CIA (z których dziesięć zostało skazanych na karę śmierci i rozstrzelanych) i innymi zachodnimi agencjami.

Aldrich Ames wydał w ręce KGB m.in. Siergieja Fiedorenko, dyplomatę radzieckiego przy Organizacji Narodów Zjednoczonych. Siergiej Fiedorenko pracował dla CIA pod pseudonimem „Pyrrhic” do chwili wydania przez Amesa w 1985 roku. Wyczuwając niebezpieczeństwo zbiegł do USA, żyje do dziś prawdopodobnie gdzieś w Stanach Zjednoczonych.

Adolf Tołkaczow pod pseudonimem „Vanquish” dostarczał CIA informacje na temat najnowszych samolotów MiG, głównie systemów naprowadzania oraz tzw. technologii stealth. Wydany przez Amesa został aresztowany i stracony.

Sergiej Motorin, major KGB pod pseudonimem „Gauze”, współpracował z CIA informując o operacjach KGB przeprowadzanych w stolicy Stanów Zjednoczonych Ameryki. Wskazany przez Amesa został aresztowany przez KGB w sierpniu 1985, i stracony.
Gen. mjr Dmitrij Polakow wysoki oficer wywiadu wojskowego GRU, współpracował z CIA pod pseudonimem „Tophat” lub „Roam”, przez ponad 20 lat dostarczając nieocenionych informacji. Wydany przez Amesa w 1985 roku, został aresztowany w czerwcu 1986 i stracony.

Aldrich Ames został aresztowany przez FBI 21 lutego 1994 i skazany na dożywotnie więzienie.

#### Robert Hanssen
Bardzo głośną sprawą było aresztowanie 20 lutego 2001 przez sekcję kontrwywiadu FBI Roberta Hanssena, wieloletniego pracownika Federalnego Biura Śledczego FBI. Hanssen zgłosił się do radzieckiej firmy handlowej w Nowym Jorku już pod koniec 1979. Przekazał on wówczas radzieckiemu wywiadowi wojskowemu GRU tajne materiały. Został przyłapany przez żonę, chowając tajne dokumenty w domu (myślała ona, że to listy miłosne). Poleciła mężowi, aby natychmiast udał się do spowiedzi. Hanssen uzyskując rozgrzeszenie (pieniądze otrzymane od Rosjan miał oddać na cele charytatywne) od znajomego pastora, zerwał kontakty z GRU, radzieckim wywiadem wojskowym.
Ponownie nawiązał kontakt z wywiadem radzieckim, tym razem z KGB, 1 października 1985, wysyłając list do ambasady w Waszyngtonie, a następnie tam dzwoniąc, oferując własne usługi. Za 15-letnią współpracę z KGB otrzymał 1,4 mln USD w gotówce i brylantach. Za informacje, które pozwoliły aresztować Roberta Hanssena, FBI zapłaciło 6 mln USD.
W materiałach kompromitujących Hanssena były m.in. kaseta z nagraniem telefonu, który Hanssen wykonał do ambasady Związku Radzieckiego w 1985 oferując swoje usługi, zdjęcia z ukrytego aparatu przedstawiające Hanssena podczas odbioru pieniędzy zostawionych przez oficera prowadzącego w tzw. martwej skrzynce kontaktowej, oraz kawałek plastikowej torebki, w której Hanssen dostarczył tajne materiały dla KGB, z odciskami jego palców.

Robert Hanssen został skazany na dożywotnie więzienie, a cała sprawa doprowadziła do dymisji ówczesnego dyrektora Federalnego Biura Śledczego FBI, Louisa Freeha.

### Historia najnowsza
Prezydent Rosji Władimir Putin wprowadził reformę rosyjskich służb wywiadu, kontrwywiadu i bezpieczeństwa. Federalna Służba Bezpieczeństwa (FSB) została przemianowana na Ministerstwo Bezpieczeństwa Publicznego oraz odzyskać kontrolę nad Służbą Wywiadu Zagranicznego (SWZ FR) i Federalną Służbą Ochrony FR (FSO) – odpowiednika polskiego SOP. W kręgach wywiadowczych i prasie mówiło się, że Putin dążył do połączenia wszystkich instytucji bezpieczeństwa (FSB RF, GRU GSz WS RF, SWR RF). Celem tego miała być odbudowa wpływów służb specjalnych na wzór KGB.
W 2000 rosyjski dyplomata, a jednocześnie funkcjonariusz SWZ FR Siergiej Tretiakow zdradził na rzecz USA. Amerykański kontrwywiad twierdził wtedy, że Tretiakow był najważniejszym od dziesięcioleci rosyjskim szpiegiem, którego udało im się pozyskać. Pracował w przedstawicielstwie Rosji w Nowym Jorku i był wówczas współpracownikiem Ambasadora Rosji przy ONZ Siergieja Ławrowa – obecnego Ministra SZ Rosji. Siergiej Tretiakow zmarł w 2010 w USA.
W 2008 nie tylko Estonią, ale całym NATO wstrząsnęła sprawa Hermana Simma, agenta wywiadu SWZ FR. Raport z wewnętrznego dochodzenia w Sojuszu określił Estończyka jako szpiega, który zaszkodził NATO najbardziej w historii. Zarówno Simm, jak i inny szpieg Aleksiej Dressen, byli tzw. „śpiochami”, zwerbowanymi przez KGB jeszcze przed odzyskaniem przez Estonię niepodległości, a aktywowanymi, gdy zrobili kariery i zdobyli dostęp do tajemnic.
W sierpniu 2009 gen. Lew Sockow ze Służby Wywiadu Zagranicznego FR wystąpił w roli narratora antypolskiego filmu dokumentalnego, w którym odpowiedzialnością za wybuch II wojny światowej obarczono głównie Anglię i Francję, a Polska była jednym z krajów, które na wszelkie sposoby sympatyzowały z Niemcami. Sockow zaprezentował m.in. dokument Oddziału II Sztabu Głównego WP, czyli polskiego wywiadu i kontrwywiadu wojskowego z 31 sierpnia 1937, w którym jakoby sformułowano zadanie destabilizowania sytuacji wewnętrznej w ZSRR na gruncie narodowościowym.
W latach 2010–2014 tylko samo FBI schwytało ponad 20 rosyjskich szpiegów. Mimo że wcześniej Barack Obama zarzucił duże projekty kontrwywiadowcze zainicjowane za czasów Billa Clintona i rozwinięte za George’a W. Busha. Niemal zupełnie zaniechano aresztowań i procesów szpiegów. Ten brak zainteresowania najwyraźniej było widać w 2010, gdy zatrzymano 10 agentów SWR RF. Zamiast przeprowadzić gruntowne śledztwo dotyczące wszystkich operacji rosyjskiego wywiadu w Ameryce, administracja Obamy szybko wypuściła szpiegów do Rosji.
W 2011 przed Moskiewskim Okręgowym Sądem Wojskowym skazano zaocznie byłego pułkownika SWR RF Aleksandra Potiejewa, który miał wydać siatkę 10 rosyjskich szpiegów w USA: Anna Chapman, Tracey Lee Ann Foley (naprawdę: Jelena Wawiłowa), Donald Howard Heathfield (Andriej Bezrukow), Juan Lazaro (Michaił Wasienkow), Patricia Mills (Natalia Pierewierżewa), Richard i Cynthia Murphy (Władimir i Lidia Guriew), Vicky Pelaez, Michaił Siemienko oraz Michael Zottoli (Michaił Kucik). Ci zostali aresztowani pod koniec czerwca 2010, a na początku lipca 2010 na lotnisku w Wiedniu wymienieni na 4 obywateli Federacji Rosyjskiej, skazanych w tym kraju za szpiegostwo na rzecz innych państw: Siergieja Skripala, Igora Sutiagina, Giennadija Wasilenkę i Aleksandra Zaporożskiego. Wcześniej całą czwórkę ułaskawił prezydent FR Dmitrij Miedwiediew. Była to największa wymiana szpiegów między USA i Rosją od czasów zimnej wojny.
W styczniu 2013 w Stuttgarcie rozpoczął się proces pary rosyjskich agentów oskarżonych o działalność szpiegowską na rzecz rosyjskiego wywiadu zagranicznego Andreasa i Heidrun Anschlag (prawdziwe ich nazwiska nie są znane), którzy zostali aresztowani w 2011 pod zarzutem przekazanie rosyjskim służbom od 1988 roku kilkuset tajnych politycznych i wojskowych dokumentów dotyczących NATO i UE. On dostał kartę 6,5 roku a ona 5,5 roku pozbawienia wolności.
Według mediów niemieckich funkcjonariusze SWR werbują współpracowników wśród polityków, fundacji i ministerstw. Przedstawiając się jako szeregowi pracownicy ambasady, agenci nawiązują kontakty z osobami mającymi dostęp do informacji o NATO, Bundeswehrze, UE czy też polityce energetycznej. Po wyborach do Bundestagu (jesień 2013) rosyjskie służby zabiegały szczególnie o względy nowych deputowanych, którzy po raz pierwszy zasiedli w parlamencie, ich asystentów i współpracowników. Według niemieckiego kontrwywiadu w skali roku dochodzi do około 100 prób werbunku. Rozmówcy rosyjskich wywiadowców z reguły nie dostają pieniędzy. Rosjanie płacą natomiast za lunch, a czasami wręczają prezenty. Co trzeci pracownik Ambasady Federacji Rosyjskiej w Berlinie prowadzi także „inne czynności, znacznie wykraczające poza deklarowane obszary zainteresowań”.
W marcu 2015 władze Litwy ujawniły, że funkcjonariuszem SWR RF był Konsul Generalny Federacji Rosyjskiej w Kłajpedzie Władimir Małygin i w związku z tym wydaliły go z kraju. W raporcie z 30 marca 2015 Departament Bezpieczeństwa Państwa Republiki Litewskiej (VSD) stwierdził, że nawet co trzeci pracujący na Litwie rosyjski dyplomata jest powiązany z wywiadem; że działalność szpiegowska Rosji na Litwie w 2014 nasiliła się znacząco, zwłaszcza za sprawą zdecydowanego stanowiska Wilna wobec działań Moskwy na Ukrainie, że w 2014 z Litwy wydalono trzech rosyjskich szpiegów, m.in. Konsula Generalnego Rosji w Kłajpedzie Władimira Małygina, a także, że zagraniczne służby specjalne szczególnie interesują się projektami energetycznymi Litwy oraz staraniami podejmowanymi przez rząd w Wilnie w celu budowy niezależnego rynku gazowego państw bałtyckich.

## Zadania SWZ FR
Służba Wywiadu Zagranicznego Federacji Rosyjskiej przejęła zadania wykonywane wcześniej przez Pierwszy Zarząd Główny KGB ZSRR (ros. PGU KGB SSSR), zajmujący się wywiadem zagranicznym.
Głównym zadaniem SWR RF jest m.in. dostarczanie prezydentowi i rządowi Federacji Rosyjskiej informacji politycznych, ekonomicznych, technicznych, naukowych, analiza ww. informacji o państwach, organizacjach, ludziach, o wszystkim co ma znaczenie dla prowadzenia skutecznej polityki przez prezydenta, premiera i rząd Federacji Rosyjskiej. Funkcjonariusze SWR RF działają jako dyplomaci, funkcjonariusze bez immunitetu dyplomatycznego, tzw. nielegalni będący pod przykryciem dziennikarzami, turystami itp. Wykorzystują do tego celu ambasady, konsulaty rosyjskie rozsiane po całym świecie oraz (nielegalni) rozmaite przedsiębiorstwa i organizacje. Po rozpadzie Związku Radzieckiego i zakończeniu zimnej wojny, głównym zadaniem wywiadu Rosji było zlikwidowanie luki naukowo-technicznej między Rosją a krajami NATO.

## Dyrektorzy SWR RF
| Imię i nazwisko                 | Okres urzędowania                             |
| ------------------------------- | --------------------------------------------- |
| Jewgienij Primakow              | grudzień 1991 – 1996                          |
| gen. armii Wiaczesław Trubnikow | 1996 – maj 2000                               |
| gen. armii Siergiej Lebiediew   | 20 maja 2000 – 5 października 2007            |
| Michaił Fradkow                 | od 6 października 2007 do 4 października 2016 |
| Siergiej Naryszkin              | od 5 października 2016                        |

## Struktura na początku lat 90. XX w.
Struktura Służby Wywiadu Zagranicznego składa się z 3 dyrekcji (zarządów):
- Dyrekcja S – prowadzenia wywiadu przez tzw. nielegałów,
- Dyrekcja T – odpowiedzialny za wywiad naukowo-techniczny,
- Dyrekcja K – zajmujący się penetracją obcych służb specjalnych i ochroną obywateli Federacji Rosyjskiej za granicą,

gdzie każda z dyrekcji posiada swoje komórki w 11 wydziałach zagranicznych;
a także 3 biura (sekcje):
- I – ds. analizy i dystrybucji zdobytych informacji,
- A – ds. planowania działań,
- R – ds. szkoleń.

Siedziba SWR RF mieści się w Moskwie w dzielnicy Jasienewo (ros. Ясенево) oraz posiada 27 stacji radiowywiadu usytuowanych przeważnie w stolicy danego państwa, np. Paryżu, Londynie, Waszyngtonie, Berlinie, działających jako część ambasad lub konsulatów Rosji. Służba Wywiadu Zagranicznego Federacji Rosyjskiej (pol. SWZ FR) dysponuje własną tzw. szkołą szpiegów. Liczbę zatrudnionych funkcjonariuszy wywiadu w pierwszych latach działalności ocenia się na 15 tys. ludzi.

## Struktura
Struktura SWZ FR dzieli się na:
- Aparat Dyrektora (ros. Аппарат Директора)
- Wydział Protokolarny (ros. протокольный отдел)
- Wydziały Operacyjne (ros. Оперативные отделы)
- Zarząd Analizy i Informacji (ros. Управление анализа и информации)
- Zarząd Kontrwywiadu (zewnętrznego) Zagranicznego (ros. Управление внешней контрразведки)
- Zarząd Informatyki (ros. Управление информатики)
- Zarząd NTR (ros. Управление НТР) (wywiad naukowo-techniczny)
- Zarząd Wywiadu Gospodarczego (ekonomicznego) (ros. Управление экономической разведки)
- Służba Eksploatacji i Wsparcia (zabezpieczenia) (ros. Служба эксплуатации и обеспечения)
- Wydział I – Operacyjny
  - bezpieczeństwo wewnętrzne
  - wywiad naukowo-techniczny
  - wywiad agenturalny (nielegalny, tzw. „nielegały”)
  - planowanie operacyjne
  - ds. broni masowej zagłady
  - ds. przestępczości zorganizowanej, terroryzmu, narkotyków
  - wywiad ekonomiczny
  - analiza
- Wydział II – Regionalny
  - Ameryka Północna
  - Ameryka Południowa
  - Europa – wschodnia, północna i centralna, m.in. Polska
  - Europa południowa
  - Azja, Australia.
  - Bliski Wschód i północna Afryka
  - Centralna i południowa Afryka
  - kraje Wspólnoty Niepodległych Państw
- Wydział III – Zaopatrzenie
  - operacyjne planowanie i analiza
  - wsparcie techniczne
  - koordynacja z innymi służbami
  - administracja
  - komunikacja radiowa
  - finanse
  - archiwa
- Akademia SWR RF (ros. Академия СВР Pф)
  - znani absolwenci poprzedniej szkoły wywiadowczej: Paweł Fitin, Siergiej Iwanow, Siergiej Lebiediew, Jewgienij Murow, Wałentyn Naływajczenko, Siergiej Naryszkin, Władimir Putin
- Biuro Public Relations i Mediów (ros. Бюро по связям с общественностью и СМИ)

## Medale

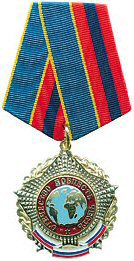
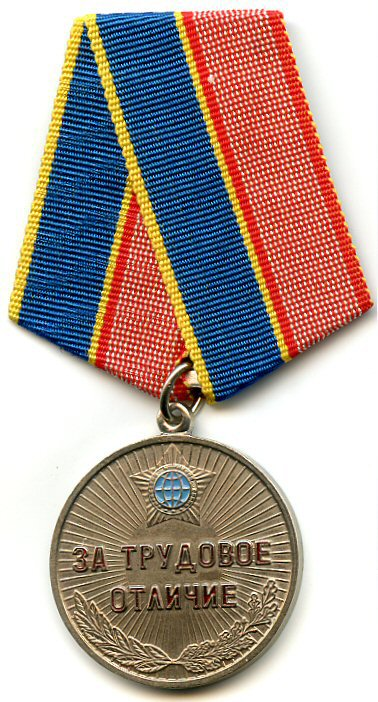
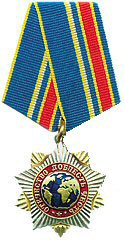
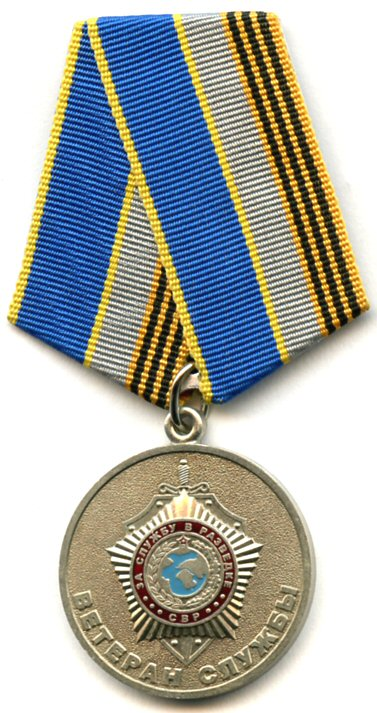